# Batalionul Fix Regional Bucovina
Batalionul Fix Regional Bucovina – rumuński antykomunistyczny oddział partyzancki na Bukowinie w 1944 r.
Oddział został sformowany 29 marca 1944 r. Na jego czele stanął ppłk Gheorghe Bătătorescu. Był pierwszym antykomunistycznym oddziałem zbrojnym działającym na Bukowinie, przyłączonej bezpośrednio do ZSRR. Liczył 1378 partyzantów. Wszyscy byli miejscowymi ochotnikami. Zgrupowano ich w trzech kompaniach. W maju oddział został podzielony na kilka mniejszych grup, które działały samodzielnie. Ich dowódcami byli m.in. Vladimir Macoveiciuc, Petre Maruseac, Vladimir Tironiac, Ion Vatamaniuc, Constantin Cenusă. 
Partyzanci walczyli z Armią Czerwoną i NKWD. Wspomagali ich uzbrojeniem, wyposażeniem wojskowym i zaopatrzeniem Niemcy i Rumuni z terytorium Rumunii. Pośrednikiem w udzielaniu tej pomocy był kpt. Constantin Popovici, stacjonujący w miasteczku Câmpulung Moldovenesc. Pod koniec sierpnia oddziały partyzanckie zostały rozbite. Większość partyzantów dostała się do niewoli, po czym zostali deportowani na Syberię. Ostatni zostali zabici lub schwytani do marca 1945 r.